# العبيدي (بغداد)
العبيدي أو العبيدية هي منطقة سكنية تقع في العاصمة العراقية بغداد تتبع أداريا إلى قضاء الرصافة يبلغ عدد سكان المنطقة أكثر من 115 الف نسمة حسب المجلس المحلي للمنطقة عام 2007.

## الموقع
تقع منطقة العبيدي في الجانب الشرقي للعاصمة بغداد وتقع شمالها منطقة الشماعية ومدينة الصدر وغربها منطقة البلديات وجنوبها حي الرئاسة وشرقها منطقة الرشاد.

## التركيبة السكانية
يبلغ عدد سكان المنطقة أكثر من 117 ألف نسمة.